# Kryonéri (Thessalonique)
Pour les articles homonymes, voir Kryonéri.
Kryonéri (grec moderne : Κρυονέρι) est une localité située dans le dème de Langadás, dans le district régional de Thessalonique, dans la periphérie de Macédoine-Centrale, en Grèce.
Selon le recensement de 2011, elle compte 991 habitants.